# Franciszek Augustin
Franciszek Augustin (ur. 1776, zm. 1845) – kronikarz, proboszcz żywiecki, autor Kronik Żywieckich od czasów zamierzchłych do 1845 roku.

## Życiorys
Urodził się na Śląsku. Pełnił funkcję kapelana, a następnie, od 1815 roku, plebana w Wilamowicach. Od 1820 roku proboszcz parafii żywieckiej. Po objęciu probostwa podjął szeroko zakrojone badania historyczne Żywca i okolic. Nadzorował wykopaliska archeologiczne Grojca. Jego największym dziełem są Roczniki czyli zestawienie historycznych wydarzeń, stanowiące kontynuację Dziejopisu żywieckiego pióra Andrzeja Komonieckiego. Ponadto Augustin był autorem pomniejszych opracowań dziejów Żywiecczyzny, Liber Memorabilium parafii żywieckiej oraz Collectaneum.
Proboszczem parafii żywieckiej był przez 25 lat. Zmarł w 1845 roku. Pochowany na cmentarzu przy kościele Przemienienia w Żywcu.